# Esplosivo nucleare
Gli esplosivi nucleari sono una categoria di esplosivi che realizzano una potente detonazione, la cui energia viene sprigionata da reazioni che avvengono nel nucleo atomico anziché fra i legami chimici.
Per mezzo di esplosivi nucleari si ottengono esplosioni di potere spesso pari a svariati megatoni (milioni di  tonnellate di esplosivo chimico), pur adoperando pochi chilogrammi di combustibile nucleare.
L'esplosivo nucleare, dunque, può avere effetti devastanti, a causa della scala di energie sprigionate – alcuni ordini di grandezza più intense rispetto ai loro omologhi chimici – e in fisica gli unici due fenomeni che ne prevedano l'impiego sono la fissione e la fusione nucleare.